# Georges Bernanos
Georges Bernanos (født 20. februar 1888 i Paris, død 5. juli 1948 i Neuilly-sur-Seine) var en fransk forfatter. Blandt hans mest kendte værker kan nævnes Under Satans sol og En landsbypræsts dagbog, som begge er filmatiseret, instrueret af Maurice Pialat hhv. Robert Bresson.

### Romaner oversat til dansk
- En landsbypræsts dagbog (Journal d'un curé de campagne, 1935-36)[2]
- Historien om en anden Mouchette (Nouvelle histoire de Mouchette, 1937)
- Under Satans Sol (Sous le soleil de Satan, 1926)

### Filmatisering
- Under Satans sol (1987)
- En landsbypræsts dagbog (1951)